# Carlo Maria Pedicini
Carlo Maria Pedicini (Benevento, 2 de novembro de 1769 - Roma 19 de novembro de 1843) foi um cardeal italiano da Igreja Católica Romana.

## vida
Pedicini estudou no Collegio Nazareno de 1783 a 1789 . Depois de completar a formação jurídica com Alessandro Macedonio , treinou na Pontifícia Academia Diplomática de 1790 a 1792 . Ele foi inicialmente camareiro particular e mordomo de Pio VI. Em 1792 tornou-se escrivão no Supremo Tribunal da Assinatura Apostólica . Em 1794 tornou-se Consultor da Congregação dos Ritos . Em 1795 tornou-se prelado do Concílio de Trento . Depois que o Papa Pio VII assumiu o cargo , ele se tornou juiz ("corretor de imóveis") na Cúria Romana, desde 1801 foi prelado da Congregação para a Imunidade Eclesiástica . Após a campanha italiana e a captura de Roma por Napoleão Bonaparte , foi nomeado Pró-Secretário da Cúria em 1808. O cardeal protodiácono Agostino Rivarola ordenou-o à Secretaria de Estado do Vaticano em 1814 com o objetivo de reestruturar os Estados Pontifícios . Junto com Giovanni Barberi , ele foi responsável pelo sistema de saúde do Vaticano. Pouco tempo depois tornou-se secretário de Giovanni Battista Quarantotti , prefeito da Propaganda Fide . Em 26 de março de 1815 recebeu oordenação . Em 1816 tornou-se secretário do Colégio dos Cardeais .
O Papa Pio VII o fez cardeal em 10 de março de 1823 com o posto de cardeal sacerdote da igreja titular de Santa Maria in Via . Leão XII nomeou-o cardeal sacerdote da igreja titular de Santa Maria della Pace em 1828 . Em 1830 foi nomeado cardeal bispo e bispo da diocese suburbicária de Palestrina pelo Papa Pio VIII . A consagração episcopal o doou em 15 de agosto de 1830 na Igreja Romana de S. Maria em Campitelli Cardeal Dean Bartolomeo Pacca , Bispo de Ostia e Velletri; Os co-consagradores foram Giuseppe Della Porta Rodiani , patriarca titular de Constantinopla , e Lorenzo Girolamo Mattei , patriarca titular de Antioquia . Em 1831, o Papa Gregório XVI ordenou-lhe que ao Prefeito da Congregatio de Propaganda Fide . Em 1834 também recebeu a igreja titular de San Lorenzo in Damaso in commendam . Em 1837 tornou-se prefeito da Congregação dos Ritos . Em 1840 foi nomeado cardeal bispo e bispo da diocese suburbicária de Porto-Santa Rufina . 1840/1841 foi tesoureiro do Colégio Cardinalício. Ele participou dos conclaves de 1823 , 1829 e 1830–1831 .
Pedicini era espiritual da mística Anna Maria Taigi ; ele foi o iniciador de sua beatificação .
Carlo Maria Pedicini foi enterrado na Igreja de San Lorenzo in Damaso .

## Link externo
- Carlo Maria Pedicini
- catholic-hierarchy.org